# Ретроперитонеално крварење
Ретроперитонеално крварење или  ретроперитонеални хематом је накупљање крви у ретроперитонеалном простору. Знаци и симптоми могу укључивати бол у трбуху или натколеници, хематурију и шок. Може бити узроковано великом траумом или нетрауматским механизмима.
Уз различите могуће етиологије и презентације пацијената, дијагноза ретроперитонеалног крварења може бити тешка. Брза евалуација и познавање одговарајућих интервентних стратегија су кључни за побољшање исхода пацијената из овог умирућег стања. У том смислу приступ евалуацији и лечењу ретроперитонеалног крварења виталну улогу има интерпрофесионални здравствени тим који управљања овим компликованим стањем.

## Релевантна анатомија
Ретроперитонеални простор (ретроперитонеум) је анатомски простор (понекад потенцијални простор) иза (ретро) перитонеума. Нема специфичне анатомске структуре које га оцртавају, па су тако у овом простору органи ретроперитонеални ако имају перитонеум само на предњој страни. Структуре које нису суспендоване мезентеријумом у трбушној дупљи и које леже између паријеталног перитонеума и трбушног зида се класификују као ретроперитонеалне.
Ретроперитонеалне структуре се разликује од органа који нису ретроперитонеални, јер имају перитонеум на задњој страни и суспендовани мезентеријумом у трбушној дупљи.
Ретроперитонеум се даље може поделити на следеће просторе:
- Периренални (перинефрични или перибубрежни) простор
- Предњи параренални (паранефрични или парабубрежни) простор
- Задњи параренални (паранефрични или парабубрежни) простор

## Епидемиологија
Оштећење ретроперитонеалних структура након абдоминалне трауме је уобичајено. Бројни аутори наводе да око 20% до 33% пацијената са пенетрирајућом траумом, а 44% до 80% оних са тупом траумом доживљава ретроперитонеалну повреду са укупном стопом морталитета од 18% до 60%.
Спонтано крварење је знатно ређа појава. Клиничка испитивања крварења ретроперитонеума изазваног антикоагулацијом су документовала стопу од 0,6% до 6,6%, са морталитетом у 20%.
У једној студији, након перкутане коронарне интервенције, јатрогено ретроперитонеално крварење је забележено код 0,57% пацијената са удруженом стопом морталитета од 10,4%.

## Етиопатогенеза
Ретроперитонеално крварење настаје када крв уђе у простор иза задње рефлексије трбушног перитонеума.  Ретроперитонеалног крварења има безброј етиологија, а најчешће описано почетно разграничење узрока је да ли је крварење пацијента повезано са траумом или не.
Трауматски узроци укључују продорну и тупу трауму, типично абдомена и карлице, док се нетрауматски узроци деле на оне који се јављају спонтано и оне који се не јављају спонтано. 
Ретроперитонеално и интраперитонеално крварење-хематом може бити секундарно због:
- руптуре или цурења анеуризме које имају тенденцију да крваре позади у ограничен простор псоаса или ширењем у задњу интерфасцијалну раван иза левог бубрега,
- васкуларне малформације, које често крваре директно у десну задњу интерфасцијалну раван, па је крварење често присутно и у периреналним просторима, а ређе су захваћене предње интерфасцијалне равни,
- антикоагулантне терапије ,
- крвареће дијатезе,
- трауме,
- катетеризације артерија,
- патологије која лежи у позадини паренхималног органа.

Спонтано ретроперитонеално крварење обично потиче из задњег парареналног простора и може се проширити на проперитонеално масно ткиво, карлицу, мишић псоаса или мускулатуру трбушног зида. Спонтане етиологије су разноврсније и укључују пацијенте који су подвргнути антикоагулацијама или оне на фибринолитичкој терапији. Најчешћи узрок спонтаног ретроперитонеалног крварења у већини случаја  су ангиомиолипоми, али се јављају и код пацијентиа са хеморагичним панкреатитисом, малигним туморима бубрега или надбубрежне жлезде, гинеколошким компликацијама и анеуризматичним проширењима аорте и бубрежних артерија кој спонтано крварере у овај потенцијални простор.
Неспонтани узроци укључују јатрогену повреду током канилисања аорте и феморалне артерије или директну повреду током абдоминалне или карличне експлорације.

## Клиничка слика
Ретроперитонеално крварење се обично манифестује као акутни абдомен. Локални налази укључују: осетљивост абдомена, укоченост или ригидност, дистензије, смањене звукове црева.
Системски налази укључују грозницу,  укоченост, тахикардију, знојење, тахипнеју, немир, дехидрацију, олигурију, дезоријентацију и на крају шок.

## Дијагноза
Дијагноза се заснива углавном на клиничким основама. Пацијента треба ставити у кревет и подвргнути серијским прегледима абдомена. Серијске лабораторијске тестове, укључују хемоглобин, тромбоците и креатинин у серуму, и треба их вршити сваких 4-6 часова.
Обичан рендгенски снимак, ултразвук и компјутеризована томографија су алати који могу да утврде дијагнозу.  
Ако се крварење не може кутврдити ендоваскуларним приступом, врши се ретроперитонеална експлорација да би се идентификовао и контролисао извор крварења, и у тим случајевима  дијагностичка лапароскопија може бити од помоћи.
Понекад је на компјутеризованој томографији тешко разликовати хеморагични тумор од спонтаног ненеопластичног крварења, али хеморагичне неоплазме обично имају упадљиве, чврсте, појачане компоненте меког ткива, док су хеморагичне лезије са великом компонентом веома високог T1-WI SI обично доброћудни (бенигни) хематоми.   

## Терапија
Лечење ће зависити од локације крварења, стабилности пацијента и узрока. Због тога, пацијента треба пажљиво пратити и претходно добро истражити етиологију.
Ретроперитонеално крварење се у већини случајева може конзервативно лечити агресивном реанимацијом течности, корекцијом коагулопатије и трансфузијом црвених крвних зрнаца да би се одржао хематокрит.  Опције лечења ретроперитонеалног крварења могу се кретати од ангиографске емболизације до операције у тешким случајевима.
Одређивање специфичне стратегије лечења зависи од неколико фактора, укључујући:
- локацију ретроперитонеалног крварења,
- стабилност пацијента
- етиологију крварења.

У свим случајевима, без обзира на то да ли је траума наставила до почетка крварења, почетна реанимација мора почети употребом процедура прописаних за трауме. Упоредо са применом овог алгоритамског реанимацијског приступа, врши се тражење етиолошког узрока и процена стабилности пацијента.
Ако се у било ком тренутку примети да је пацијент хемодинамски нестабилан или показује перитонеалне знакове, мора се размотрити хитна хируршка интервенција. Према томе периферна васкуларна хирургија или ендоваскуларни третман је прикладан ако трансфузија крвних продуката не доведе до хемодинамске стабилизације или ако постоји клинички значајан орган или компресија нерва. 
Остале индикације које захтевају хитну хируршку интервенцију у трауми су засноване на локацији крварења.

## Компликације
Постоје разне компликације које се могу јавити као резултат ретроперитонеалног крварења. Овде је дата кратка листа заснована на оригиналној увреди и најчешћим последицама. Компликације услед ефекта масе хематома укључују карличну/феморалну неуралгију, опструкцију танког црева, опструкцију мокраће и опструкцију излаза желуца.  
Компликације повезане хипотензије, хиповолемије и шока које се могу развити са тешким ретроперитонеалним крварењем укључују инфаркт миокарда, акутну повреду бубрега, акутну повреду јетре, дифузну церебралну хипоперфузију, глобалну хипоксију и некрозу црева. 
Компликације хируршке интервенције укључују инфекцију, оштећење суседних структура оперативног поља и погоршање крварења. Компликације ангиоемболизације укључују инфекцију, оштећење васкулатуре, погоршање крварења, нефропатију изазвану контрастом и исхемију емболизованих артеријских дистрибуција.

## Прогноза
Трауматска ретроперитонеална хеморагија има висок степен морталитета, са укупном стопом од приближно 18%. Утврђене су смртоносније повреде од тупе трауме, повреде две или више ретроперитонеалних зона и оне које су оперисане више од 6 сати након повреде.
Како су узроци спонтаног ретроперитонеалног крварења различити и широки, тако су и клинички исходи. Велика већина пацијената ће реаговати само на лечење. Од оних са текућим крварењем и погоршањем симптома, приближно 25% ће добити ангиографску терапију као дефинитивну терапију, а додатних 9% ће требати операцију. Смртност од свих узрока креће се од чак 6% до чак 22% укупно.  Најчешћа локација спонтаног ретроперитонеалног крварења је Зона 3 и они који умру док трпе крварење, обично због другог стања које се јавља у вези са њиховим крварењем.